# Moore der Breitenburger Niederung
Moore der Breitenburger Niederung este o arie protejată (arie specială de conservare — SAC, sit de importanță comunitară — SCI) din Germania întinsă pe o suprafață de 514 ha, integral pe uscat.

## Localizare
Centrul sitului Moore der Breitenburger Niederung este situat la coordonatele 53°54′18″N 9°40′48″E / 53.905°N 9.68°E.

## Înființare
Situl Moore der Breitenburger Niederung a fost declarat sit de importanță comunitară în septembrie 2004 pentru a proteja un număr necunoscut de specii din flora spontană și fauna sălbatică aflate în arealul zonei. Situl a fost protejat și ca arie specială de conservare în ianuarie 2010.

## Biodiversitate
Situată în ecoregiunea atlantică, aria protejată conține 2 habitate naturale: Mlaștini oligotrofe degradate, capabile încă de regenerare naturală, Mlaștini turboase de tranziție și turbării mișcătoare.
La baza desemnării sitului se află un număr nedeclarat de specii protejate.
Pe lângă speciile protejate, pe teritoriul sitului au mai fost identificate 1 specie de reptile.